# Wies (Lautrach)
Wies ist ein Gemeindeteil von Lautrach im Landkreis Unterallgäu. Das Einzelgehöft liegt etwa zwei Kilometer südlich von Lautrach. 1987 hatte es acht Einwohner.

## Geschichte
1642 erwarb Hans Christoph Giel, Bruder des Kemptener Fürstabts Roman Giel von Gielsberg und Pfleger zu Hohenthann, den Meierhof zur Wies.
1832 wird es unter dem Namen Wieß als Einöde geführt. und in Meyers Orts- und Verkehrslexikon aus dem Jahr 1913 sind 14 Einwohner für Wieß verzeichnet.
Das Dorf gehört bereits seit der Gemeindebildung 1818 (Zweites Gemeindeedikt) zur Gemeinde Lautrach.